# Xã Rutledge, Quận DeWitt, Illinois
Xã Rutledge (tiếng Anh: Rutledge Township) là một xã thuộc quận DeWitt, tiểu bang Illinois, Hoa Kỳ. Năm 2010, dân số của xã này là 177 người.